# Azienda speciale
Un' Azienda Speciale nell'ordinamento giuridico italiano, è un ente pubblico economico, senza scopo di lucro, definito quale "ente strumentale" espressione di un ente locale.
È dotato di personalità giuridica, di autonomia imprenditoriale e di proprio statuto, approvato dal consiglio comunale o provinciale ovvero dall'organo legislativo di una regione o provincia autonoma.

## Storia
La prima disciplina di tali aziende risale alla legge 29 marzo 1903, n. 103; il successivo R.D. 15 ottobre 1925, n. 2578, estese alle province la possibilità di costituirle e, similmente alla legge 103/1903, ne affidò la direzione ad un direttore che rispondeva ad una commissione amministratrice, la quale era eletta dal consiglio comunale o provinciale ed eleggeva, nel proprio seno, un presidente.
La materia venne poi profondamente innovata dalla legge 8 giugno 1990, n. 142 che introdusse la possibilità di trasformarle in società per azioni, soggette dunque al diritto privato ed alla tassazione poiché - anche se di proprietà interamente pubblica - si tratta di società a scopo di lucro.
Poiché tale trasformazione comportava appunto la tassazione degli utili di tali società, il governo Dini, per incentivare le privatizzazioni in Italia, garantì con la 28 dicembre 1995, n. 549 una esenzione fiscale triennale a queste nuove società. Tale agevolazione si configurò tuttavia come misura distorsiva del mercato ed in sede europea nel 1997 fu avviato un procedimento di infrazione verso l'Italia, chiusosi nel 2002. Contrariamente a quanto spesso sostenuto, la Commissione europea non ha affatto imposto la privatizzazione dei servizi pubblici, bensì ha ritenuto illegittime incentivazioni pubbliche ed altre agevolazioni fiscali a società di diritto privato che, pur discendendo da ex municipalizzate, operano sul mercato.

## Caratteristiche
A volte un'azienda speciale è detta azienda municipale o municipalizzata qualora sia espressione di comuni italiani.
Esse sono organismi di diritto pubblico nonché enti strumentali ai sensi dell'art. 114 del d.lgs. 18 agosto 2000, n. 267 ma aventi natura sostanziale di enti pubblici economici e non nella pubblica amministrazione italiana in quanto - secondo la sentenza della Suprema Corte di Cassazione 15 dicembre 1997 n. 12654 esercitano attività, strumentale al pubblico interesse, configurabile però come attività di impresa,
essendo soggette a tassazione in quanto loro attività di gestione di un servizio pubblico produce reddito imponibile. Sono inoltre soggette, ai sensi del codice dei contratti pubblici, alla normativa sugli appalti pubblici.
A volte il processo delle privatizzazioni in Italia nella gestione dei servizi pubblici ha comportato il proliferare nei Consigli di Amministrazione di cariche e figure di nomina politica. Infatti, spesso il termine "municipalizzata" viene usato per indicare la società di diritto privato (SpA, Srl, ecc.) ed a scopo di lucro nata da una privatizzazione che ha trasformato l'originaria azienda municipalizzata, di diritto pubblico, in società di diritto privato il cui capitale sociale può anche, in parte o in toto, essere rimasto nelle mani dell'ente locale di origine (Comune, Provincia, Comunità Montana, Unione di Comuni e/o Province, ecc.). Questa trasformazione ha comportato una maggior libertà procedurale nelle assunzioni di personale e nelle nomine della dirigenza, in quanto esse avvengono in base alle norme civilistiche delle imprese e non più di quelle degli enti pubblici.
Le aziende speciali, se costituite come societa' private, 
pur essendo di proprietà di soci espressione di enti pubblici, non fanno parte della Pubblica amministrazione.

## Disciplina normativa
Prima della legge 142/1990, le aziende speciali - correntemente denominate aziende municipali/provinciali (o municipalizzate/provincializzate) - dal punto di vista sostanziale costituivano organizzazione strumentale all'ente locale per lo svolgimento di taluni compiti consistenti generalmente nell'erogazione di particolari servizi pubblici; non erano cioè dotate di personalità giuridica autonoma e si configuravano come aziende autonome nell'ambito dell'ente locale di riferimento (comune o provincia).
Ai sensi della 142/1990, in particolare all'art. 23 si prevedevano due distinte figure organizzative:
- l'azienda speciale, ente strumentale dell'ente locale dotato di personalità giuridica, autonomia imprenditoriale e proprio statuto, approvato dal consiglio comunale o provinciale;
- l'istituzione, "organismo strumentale" dell'ente locale per l'esercizio di servizi sociali, dotato di autonomia gestionale ma non di personalità giuridica.
- organi dell'azienda speciale e dell'istituzione sono il consiglio di amministrazione, il presidente e il direttore, al quale compete la responsabilità gestionale;
- aziende speciali ed istituzioni informano la loro attività a criteri di efficacia, efficienza ed economicità ed hanno l'obbligo del pareggio di bilancio da perseguire attraverso l'equilibrio dei costi e dei ricavi, compresi i trasferimenti;
- l'ente locale conferisce il capitale di dotazione; determina le finalità e gli indirizzi; approva gli atti fondamentali; esercita la vigilanza; verifica i risultati della gestione; provvede alla copertura degli eventuali costi sociali.

Ai fini di cui al comma 6 dell'art. 23 della legge 142/1990 sono fondamentali i seguenti atti:
1. il piano-programma, comprendente un contratto di servizio che disciplini i rapporti tra ente locale ed azienda speciale;
2. i bilanci economici di previsione pluriennale ed annuale;
3. il conto consuntivo;
4. il bilancio di esercizio.

La definizione di "ente strumentale dell'ente locale dotato di personalità giuridica, di autonomia imprenditoriale e di proprio statuto, approvato dal consiglio comunale o provinciale" rispecchia l'art. 114, comma 1 del TUEL, che ha recepito quanto disposto dall'art. 23 della legge 142/1990. La sua definizione comprende anche il fatto che:
- l'istituzione è organismo strumentale dell'ente locale per l'esercizio di servizi sociali, dotato di autonomia gestionale.
- organi dell'azienda e dell'istituzione sono il consiglio di amministrazione, il presidente e il direttore, al quale compete la responsabilità gestionale. Le modalità di nomina e revoca degli amministratori sono stabilite dallo statuto dell'ente locale.
- l'azienda e l'istituzione informano la loro attività a criteri di efficacia, efficienza ed economicità ed hanno l'obbligo del pareggio di bilancio da perseguire attraverso l'equilibrio dei costi e dei ricavi, compresi i trasferimenti.
- nell'ambito della legge, l'ordinamento ed il funzionamento delle aziende speciali sono disciplinati dal proprio statuto e dai regolamenti, quelli delle istituzioni sono disciplinati dallo statuto e dai regolamenti dell'ente locale da cui dipendono.
- l'ente locale conferisce il capitale di dotazione, determina le finalità e gli indirizzi; approva gli atti fondamentali; esercita la vigilanza; verifica i risultati della gestione; provvede alla copertura degli eventuali costi sociali.
- il collegio dei revisori dei conti dell'ente locale esercita le sue funzioni anche nei confronti delle istituzioni. Lo statuto dell'azienda speciale prevede un apposito organo, di revisione, nonché forme autonome di verifica della gestione.

Le aziende speciali sono oggi previste dal Titolo V del citato Testo Unico degli Enti Locali che possono eventualmente costituirle per la gestione dei servizi pubblici locali, cioè quei servizi che abbiano per oggetto produzione di beni ed attività rivolte a realizzare fini sociali e a promuovere lo sviluppo economico e civile delle comunità locali (art. 112). Si tratta ad esempio della gestione di acquedotti, fognature, trasporto pubblico, formazione professionale, raccolta rifiuti e altri servizi tipicamente necessari al territorio. Infine le regioni italiane, pur in mancanza di una disciplina specifica a livello statale, analoga a quella relativa ai comuni e alle province, possono costituire aziende autonome al loro interno con legge regionale, in virtù dell'autonomia legislativa di cui sono dotate.
A seguito di una interpretazione restrittiva del dlgs 165/2001, non essendo richiamate le aziende speciali nell'art. 1, comma 2, quali enti pubblici economici, nel novero delle amministrazioni pubbliche, si ritiene non siano pubbliche amministrazioni. Lo stesso Consiglio di Stato, con la sentenza 641/2012, esclude l'applicazione del dlgs 165/2001 ai dipendenti dell'azienda speciale in quanto non rientrante nel novero delle amministrazioni pubbliche: per il Consiglio di Stato i lavoratori dell'Azienda speciale non sono dipendenti pubblici, per questo motivo si esclude l'applicabilità anche dell'art. 33 e 34 del dlgs 165/2001. Per l'Inps (circ. n. 53/2024) alle Aziende Speciali si applica la naspi e tutte le tutele previste per i lavoratori privati (cassa integrazione, etc), non applicandosi l'art. 33 del dlgs 165/2001.
Per  la giurisprudenza minoritaria, per la Corte di Cassazione, e per l'ANAC (FUNZ CONS 27/2023) le Aziende Speciali «restano nell’alveo della pubblica amministrazione pur quando eventualmente operino con strumenti privatistici» (Corte di Cassazione SS.UU., 2 settembre 2013 n. 20075). Inoltre (…) «sotto il profilo sostanziale (…) le aziende speciali, così come le società in house, come affermato dalle stesse Sezioni Unite della Corte di Cassazione (Sentenza 25 novembre 2013, n 26283, ribadito con Ordinanza 2 dicembre 2013, n. 26936), possono essere considerate come enti che rappresentano delle vere e proprie articolazioni della Pubblica Amministrazione, atteso che gli organi di queste sono assoggettate a vincoli gerarchici facenti capo alla Pubblica Amministrazione, i cui dirigenti sono dunque legati alla Pubblica amministrazione da un rapporto di servizio come avviene per i dirigenti preposti ai servizi direttamente erogati dall’ente pubblico (…) le aziende speciali sono enti che conservano natura pubblica, non possedendo nemmeno uno statuto privatistico di tipo societario e non relazionandosi con l’ente istitutivo secondo schemi e modelli privatistici (…)» (Cons. di Stato del 20 febbraio 2014 n. 820; …)». Il giudice amministrativo, in coerenza con l’avviso espresso dall’Autorità, (dopo aver tratteggiato le differenze intercorrenti tra l’azienda speciale e le società a partecipazione pubblica) ha ulteriormente chiarito che «L’azienda speciale gode di autonomia (che l’art. 114, comma 1, TUEL, definisce opportunamente “imprenditoriale”) ma la sua attività è diretta e orientata dall’ente controllante in un rapporto assimilabile a quello che l’ente ha con un proprio organo (non è un caso che nella vigenza della l. 103/1903 l’azienda speciale era considerata quale organo speciale dell’ente, incardinata nel suo apparato amministrativo, ma dotata di propria autonomia gestionale e contabile). Si tratta, in breve, di un’”amministrazione parallela”, cioè di una struttura inquadrata organicamente nella più ampia organizzazione pubblicistica dell'ente pubblico (così, testualmente, Cons. Stato, sez. V, 22 settembre 2017, n. 4435; cfr. anche Cons. Stato, sez. III, 10 aprile 2015, n. 1842; V, 20 febbraio 2014, n. 820)» (Consiglio di Stato, sez. V, n. 5444/2019).  
In breve, in base alle recenti sentenze i dipendenti delle Aziende Speciali, se non costituita come società privata, sono dipendenti pubblici, applicandosi il D.Lgs n.165 del 2001 (assunzioni, mobilità, etc).